# 무로란시

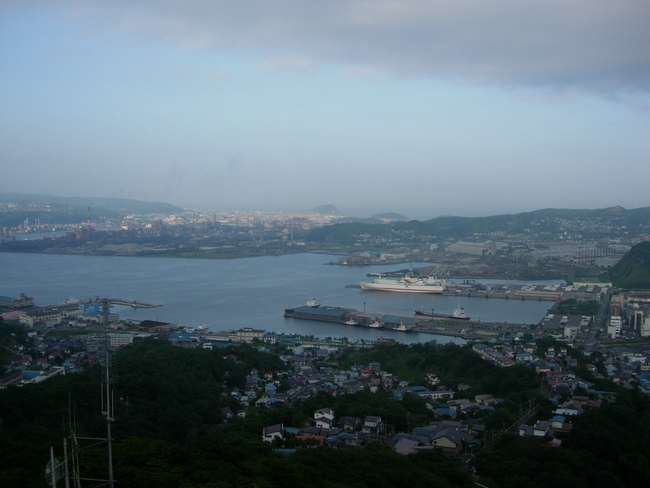
무로란의 전경

무로란시(일본어: 室蘭市)는 일본 홋카이도 남부에 있는 항구 도시로, 이부리 종합진흥국의 소재지이다. 철광과 화학 공업이 발달했으며 1872년에 개항하였다.
천연 항구를 살려 철강업(신일본제철과 일본제강소의 기업 도시, 흔히 "철의 마을 무로란"으로 불려 왔다)을 중심으로 조선업, 석탄 선적, 석유 정제 등으로 발전한 홋카이도를 대표하는 중화학 공업 도시이다. 무로란이라는 이름의 유래는 아이누어의 모루에라니(작은 언덕길을 내려가는 곳)이다. 메이지 시대의 호칭은 모루란(モルラン)이었다.
관광업 역시 활발히 진행되고 있는데, 산과 바다가 한 도시에 함께 있다는 점 때문에 절경이 발달해 있다. 무로란시에서는 지구곶, 금병풍 등 자연적인 볼거리 8가지를 모아 무로란 8경(室蘭八景)이라는 호칭으로 홍보하고 있다.

## 지리
태평양과 우치우라만(內浦灣)의 경계에 튀어 나온 에토모반도를 중심으로 펼쳐져 있어 세 방면이 바다로 둘러싸인 지형이다. 남단의 지큐곶에서는 넓은 수평선을 만날 수 있다. 에토모반도에 포함된 형태의 무로란항은 천연의 양항을 이룬다. 반도 밑의 사주와 무로란항에 접한 매립지에 평지가 있지만, 대부분은 산이 많고 시가지의 상당수는 늪을 따라서 형성되어 있다.

### 기후
지형상의 특성 때문에 현저한 해양성 기후이며, 홋카이도에서도 가장 온난한 편에 속한다. 1월 평균 기온이 -1.8°C로 남쪽에 있는 하코다테시보다 높고, 1월의 최저 기온 평년값은 -4.0°C로 나가노시와 거의 같다.
| 무로란시의 기후                                              | 무로란시의 기후 | 무로란시의 기후 | 무로란시의 기후 | 무로란시의 기후 | 무로란시의 기후 | 무로란시의 기후 | 무로란시의 기후 | 무로란시의 기후 | 무로란시의 기후 | 무로란시의 기후 | 무로란시의 기후 | 무로란시의 기후 | 무로란시의 기후 |
| 월                                                           | 1월             | 2월             | 3월             | 4월             | 5월             | 6월             | 7월             | 8월             | 9월             | 10월            | 11월            | 12월            | 연간            |
| ------------------------------------------------------------ | --------------- | --------------- | --------------- | --------------- | --------------- | --------------- | --------------- | --------------- | --------------- | --------------- | --------------- | --------------- | --------------- |
| 역대 최고 기온 °C (°F)                                       | 9.8 (49.6)      | 11.4 (52.5)     | 16.7 (62.1)     | 23.1 (73.6)     | 27.6 (81.7)     | 28.7 (83.7)     | 32.5 (90.5)     | 32.8 (91.0)     | 31.0 (87.8)     | 25.8 (78.4)     | 20.9 (69.6)     | 14.4 (57.9)     | 32.8 (91.0)     |
| 일평균 최고 기온 °C (°F)                                     | 0.6 (33.1)      | 1.0 (33.8)      | 4.6 (40.3)      | 10.1 (50.2)     | 14.9 (58.8)     | 18.0 (64.4)     | 21.6 (70.9)     | 23.6 (74.5)     | 21.5 (70.7)     | 16.1 (61.0)     | 9.3 (48.7)      | 2.9 (37.2)      | 12.0 (53.6)     |
| 일일 평균 기온 °C (°F)                                       | −1.8 (28.8)     | −1.6 (29.1)     | 1.4 (34.5)      | 6.1 (43.0)      | 10.7 (51.3)     | 14.4 (57.9)     | 18.5 (65.3)     | 20.6 (69.1)     | 18.4 (65.1)     | 12.9 (55.2)     | 6.4 (43.5)      | 0.5 (32.9)      | 8.9 (48.0)      |
| 일평균 최저 기온 °C (°F)                                     | −4.0 (24.8)     | −4.0 (24.8)     | −1.3 (29.7)     | 3.0 (37.4)      | 7.6 (45.7)      | 11.9 (53.4)     | 16.4 (61.5)     | 18.6 (65.5)     | 15.7 (60.3)     | 9.8 (49.6)      | 3.5 (38.3)      | −1.8 (28.8)     | 6.3 (43.3)      |
| 역대 최저 기온 °C (°F)                                       | −13.4 (7.9)     | −13.4 (7.9)     | −9.6 (14.7)     | −5.8 (21.6)     | 0.0 (32.0)      | 4.6 (40.3)      | 8.5 (47.3)      | 11.5 (52.7)     | 5.9 (42.6)      | −2.2 (28.0)     | −7.2 (19.0)     | −12.9 (8.8)     | −13.4 (7.9)     |
| 평균 강수량 mm (인치)                                        | 53.6 (2.11)     | 44.3 (1.74)     | 49.9 (1.96)     | 70.0 (2.76)     | 108.3 (4.26)    | 109.1 (4.30)    | 159.2 (6.27)    | 187.3 (7.37)    | 156.6 (6.17)    | 101.8 (4.01)    | 83.2 (3.28)     | 65.8 (2.59)     | 1,188.9 (46.81) |
| 평균 강설량 cm (인치)                                        | 49 (19)         | 45 (18)         | 27 (11)         | 4 (1.6)         | 0 (0)           | 0 (0)           | 0 (0)           | 0 (0)           | 0 (0)           | 0 (0)           | 5 (2.0)         | 27 (11)         | 157 (62)        |
| 평균 강우일수                                                | 12.5            | 9.9             | 9.5             | 8.4             | 9.4             | 9.1             | 11.1            | 11.2            | 10.9            | 11.1            | 12.7            | 13.2            | 129             |
| 평균 강설일수                                                | 15.5            | 13.8            | 7.8             | 0.8             | 0               | 0               | 0               | 0               | 0               | 0               | 2.0             | 9.5             | 49.4            |
| 평균 상대 습도 (%)                                           | 70              | 72              | 72              | 75              | 80              | 88              | 90              | 89              | 82              | 74              | 71              | 70              | 78              |
| 평균 월간 일조시간                                           | 88.3            | 123.6           | 183.7           | 198.9           | 194.9           | 115.8           | 133.2           | 144.9           | 166.5           | 165.2           | 102.7           | 71.1            | 1,728.1         |
| 출처: 일본 기상청 (평년값: 1991년~2020년, 극값: 1923년~현재) |                 |                 |                 |                 |                 |                 |                 |                 |                 |                 |                 |                 |                 |

## 역사
에도 시대에 마쓰마에번에 의해 에트모 장소와 모로란 장소로 불리는 두 개의 가신 지행지가 열려 있었다.
- 1854년 - 미국 페리 함대가 에토모에 입항하여 항내를 측량했다.
- 1869년 - 무로란군이 설치되었다.
- 1872년 6월 - 무로란항이 개항했다.
- 1900년 7월 - 무로란정이 되었다(인구 5,461명).
- 1907년 - 일본 제강소 무로란 제작소가 조업을 시작했다.
- 1918년 - 무로란구가 되었다.
- 1922년 8월 1일 - 시로 승격해 무로란시가 되었다(인구 52,158명).

## 교통

### 철도
- 홋카이도 여객철도 무로란 본선

### 도로
- 도오 자동차도
- 국도 제36호선
- 국도 제37호선

## 교육

### 대학
- 무로란 공업대학(室蘭工業大学, Muroran Institute of Technology)

## 자매 도시
- 일본 시즈오카현 시즈오카시
- 일본 니가타현 조에쓰시
- 미국 테네시주 녹스빌

## 출신 인물
- 다카하시 미스즈: NHK 아나운서